# Leninodar
Leninodar (del ruso: Ленинодар) es un jútor del raión de Pávlovskaya del krai de Krasnodar, en Rusia. Está situado a orillas del Sujói Chelbas, afluente del Sredni Chelbas, tributario del Chelbas, 23 km al suroeste de Pávlovskaya y 112 km al nordeste de Krasnodar, la capital del krai. Tenía 619 habitantes en 2010.
Pertenece al municipio Srednechelbaskoye.